# Stigmergia

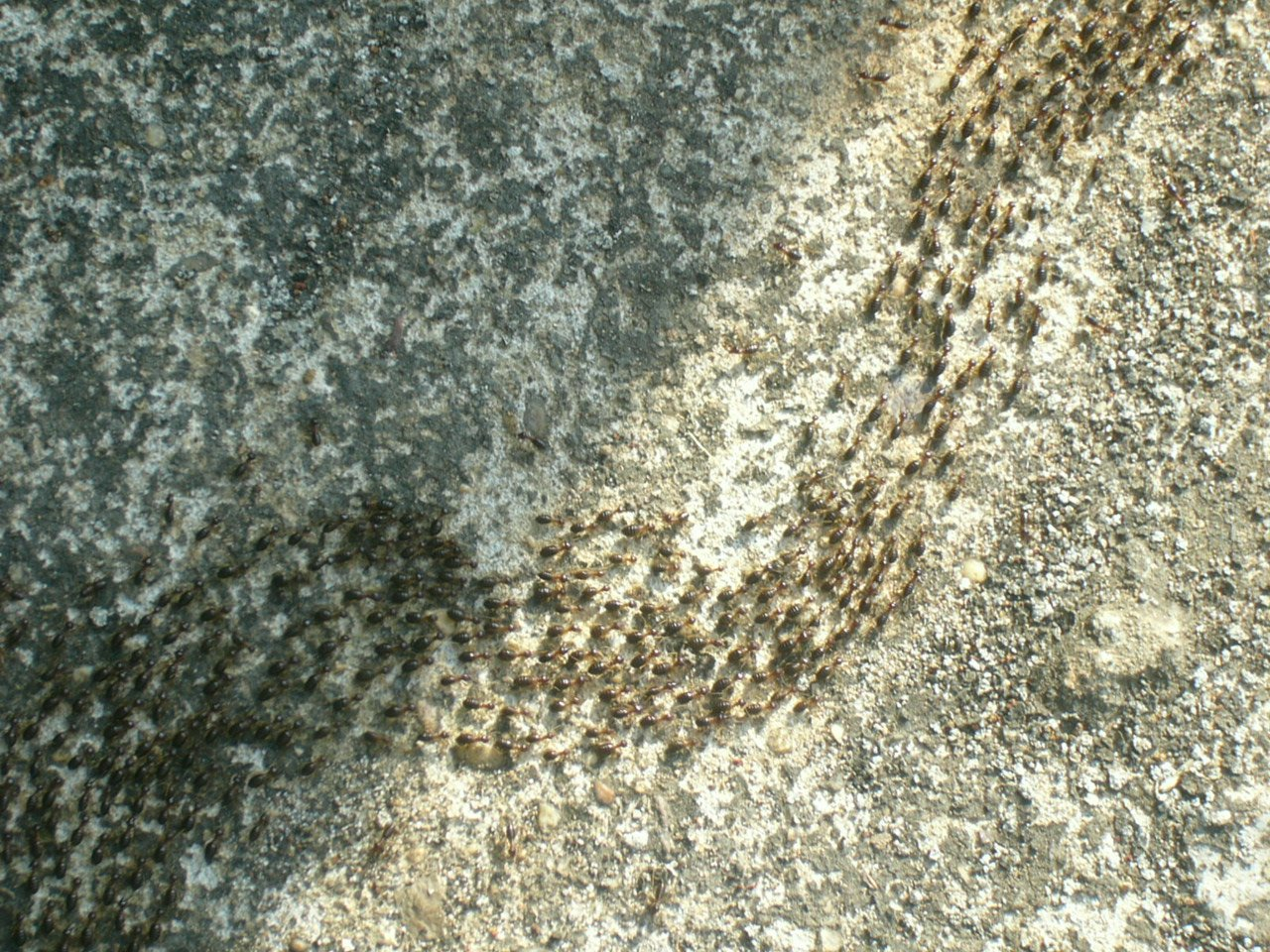
Una scia di termiti nella foresta tropicale della Provincia di Nakhon Phanom, in Thailandia

La stigmergia è un metodo di comunicazione utilizzato nei sistemi decentralizzati con il quale gli individui del sistema comunicano fra loro modificando l'ambiente circostante. La stigmergia è stata osservata inizialmente in natura; per esempio le formiche comunicano le une con le altre lasciando una traccia di feromoni, quindi una colonia di formiche è un esempio di sistema stigmergico. Un altro esempio comune è quello della costruzione dei nidi delle termiti. Anche le termiti usano i feromoni per costruire strutture molto complesse seguendo un semplice insieme di regole decentralizzato. Ogni insetto scava una pallina di fango dal suo ambiente, la copre di feromoni e la lascia sul terreno. Le termiti sono attratte dai feromoni degli individui dello stesso termitaio e quindi depositano le loro palline di fango vicino a quelle già depositate. Con il tempo questo comportamento porta a costruire pilastri, archi, gallerie e camere.
La stigmergia è dimostrata anche su internet, dove gli utilizzatori comunicano uno con l'altro lasciando messaggi in un ambiente condiviso.
Il termine stigmergia è stato introdotto dal biologo francese Pierre-Paul Grassé nel 1959 in riferimento al comportamento delle termiti, con il significato di incitazione al lavoro. Lo definì come: "Stimolazione degli operai mediante i risultati ottenuti". Deriva dalle parole greche στίγμα stigma "marchio, segno" e ἔργον ergon "lavoro, azione" e cattura l'idea che le azioni di un agente lasciano segni nell'ambiente, segni che esso e altri agenti percepiscono e che determinano e incitano le loro azioni successive. Attualmente è anche impiegato in alcune ricerche nel campo della robotica, sistemi multi-agente e nelle comunicazioni nelle reti di calcolatori.